# Gianna Serra
Gianna Serra, pseudonimo di Gianna Rosa Erbetta (Ascoli Piceno, 31 agosto 1943), è un'attrice italiana.

## Biografia
La sua carriera nel cinema inizia durante il concorso di Miss Universo 1963 a Miami Beach in Florida, nel quale conobbe Peter Sellers che le propose di recitare in La vita privata di Henry Orient del 1964. Principalmente è conosciuta per Sansone contro i pirati (1963), Il nostro agente Flint (1966) e Lacrime d'amore (1970).

## Filmografia

### Cinema
- Sansone contro i pirati, regia di Tanio Boccia (1963)
- Per favore, chiudete le persiane (Les Bons Vivants o Un grand Seigneur), regia di Gilles Grangier e Georges Lautner (1965) - (segmento "Les Bons Vivants")
- Il nostro agente Flint (Our Man Flint), regia di Daniel Mann (1966)
- Un fiume di dollari, regia di Carlo Lizzani (1966)
- 3 pistole contro Cesare, regia di Enzo Peri (1967)
- Ballata da un miliardo, regia di Gianni Puccini (1967)
- La sfinge d'oro, regia di Luigi Scattini (1967)
- La porta del cannone, regia di Leopoldo Savona (1969)
- Cuori solitari, regia di Franco Giraldi (1970)
- Lacrime d'amore, regia di Mario Amendola (1970)
- Bubù, regia di Mauro Bolognini (1971)
- Mazzabubù... Quante corna stanno quaggiù?, regia di Mariano Laurenti (1971)

### Televisione
- Nero Wolfe – serie TV, episodio 3x01 (1971)